# Fondazione Teatro Regio
La Fondazione Teatro Regio è una fondazione privata, senza fine di lucro, con sede nella città di Torino; opera dal 1973 nei due complessi di Piazza Castello del Teatro Regio e del Piccolo Regio Giacomo Puccini. Durante l'anno organizza gli spettacoli musicali e le iniziative culturali (mostre ed esposizioni) legate ai due teatri.
La Fondazione di diritto privato è frutto della trasformazione nel 1998 per legge, come per gli altri Enti lirici italiani, dell'Ente Lirico autonomo del Teatro Regio.
La Fondazione è uno dei 12 enti lirici italiani finanziati dal Fondo unico per lo spettacolo (FUS) istituito dal Ministero della cultura. Negli anni '80 il Fondo copriva il 74% dei costi del teatro. Il mancato adeguamento del FUS al tasso di inflazione, deciso dal Governo italiano alla fine degli anni Ottanta, ha comportato in alcuni anni perdite di bilancio che sono state progressivamente ripianate dall'inserimento di sponsor privati. Nel 2013, con un impegno finanziario di 37 milioni di euro, il FUS copriva il 35% dei costi, mentre le istituzioni locali ne coprivano il 22%, i ricavi il 27% e gli sponsor privati il 14%. Una nuova crisi finanziaria è avvenuta nel 2016 allorquando il Comune di Torino, anziché erogare i previsti finanziamenti, ha attribuito in loro sostituzione alcuni immobili cittadini (un capannone, alcuni laboratori e uno stabile) che hanno richiesto tempo per essere venduti.
Nel 2014 è stato approvato un nuovo statuto che prevede la nomina del Consiglio di indirizzo che sostituisce, secondo le norme della nuova legge, il consiglio di amministrazione. Il Consiglio di indirizzo indica il nome del sovrintendente e del direttore artistico.
Nel 2022 la Fondazione decide di non ripianare la nuova situazione debitoria creatasi, chiedendo di nominare un Commissario straordinario. Il ministro Enrico Franceschini nomina per l'incarico Rosanna Purchia che in due anni riesce a riportare il bilancio in utile con risultati in forte crescita, tra i quali spicca l'aumento del 71% del pubblico, passato dai 95.000 spettatori del 2022 a 162.131 nel 2023 e viene in seguito nominata Assessore alla Cultura nel capoluogo subalpino.